# BTV Comedy
bTV Comedy es un canal de televisión privado de Bulgaria, perteneciente a bTV Media Group. Se trata de un canal que emite programas de comedia.

## Historia
En 1994 se fundó Triada TV en Sofía, propiedad de Triada Communications. El canal se lanzó para Bulgaria reemplazando a TV5 Monde, emitiendo noticias internacionales y parte de la programación de CNN International. 
Triada TV cerró en 1997. Posteriormente, el canal cambió de nombre a GTV y empezó a emitir el 1 de septiembre de 2005.
Después de que bTV adquiriera el canal, GTV cambió su nombre a bTV Comedy y empezó a emitir el 1 de octubre de 2009.
Desde el 7 de octubre de 2012, se emite en formato de imagen 16:9. Desde el 1 de enero de 2016, bTV Comedy se emite en la plataforma de pago online de BTV Media Group, VOYO, en calidad HD, y desde el 6 de julio de 2018, en plataformas de cable en calidad HD.